# ジェイン (歌手)
ジェイン(JAIN、1992年2月7日 ‐ )は、フランスのシンガーソングライター。デビューアルバム『Zanaka』の総ストリーミング回数は3億回以上となり、『Makeba』のミュージックビデオが第60回グラミー賞で「最優秀ミュージック・ビデオ賞」にノミネートされた。
”ジェイン”というアーティスト名は、インドの宗教であるジャイナ教(Jainist)に由来する。
2019年1月に初来日。

## 経歴

### 生い立ち
ジェインは1992年2月7日にフランスのトゥールーズで生まれた。彼女は9歳の時ドバイに引っ越して3年を過ごした。そしてコンゴ共和国に4年間、アブダビに1年間住んだ後、フランスに戻りパリでアートを学んだ。各地を転々とした経験は彼女の音楽スタイルに影響を及ぼした。他にも彼女は、コンゴで音楽のプログラミングを、中東でアラビックパーカッションを、フランスのポーでドラムを学んだ。

### 音楽活動の始まり
ジェインはコンゴでデモ音源を録り始めた。そこで彼女はレコードプロデューサーのMr.Flashと出会い、彼に音楽のプログラミングを教わる。彼女はデモ音源をMySpaceに上げ、現在のマネージャーに発掘される。フランスのミュージシャンYodeliceも彼女を発見し、彼女をパリに招いて活動を助けた。その後しばらくジェインはYodeliceのツアーに同行していた。

### 2015年から2017年まで：Hope EP と Zanaka
Yodeliceがジェインのプロデューサーとなり、2015年6月に彼女のファーストEP『Hope』を世に送り出した。『Hope』に含まれる『Come』のミュージックビデオはEP発売に先立ってYouTubeに投稿され、2016年11月にフランスでプラチナ認定された。この曲は今までにポーランドのCMやアメリカのホラーコメディシリーズに起用されている。
ファーストアルバムの『Zanaka』が2015年11月にリリース。『Zanaka』はフランスでゴールド認定され、フランスで5万枚以上を売り上げた。Zanakaとはマダガスカル語で"子供"を意味しているが、これはフランス人とマダガスカル人のハーフである彼女の母親を意識したものである。2016年11月25日には『Zanaka』の通常バージョンに『City』『Son of a Sun』『Dyanbeat』を追加したデラックス・ヴァージョンをリリース。また、30日には『Makeba』のミュージックビデオがYouTubeの公式チャンネルに投稿され、この動画は2018年の第60回グラミー賞の"ベストミュージックビデオ部門"にノミネートされた。

### 2018年から現在まで：Souldier
2018年5月25日にリードシングル『Alright』を発表し、3ヵ月後の8月24日にセカンドアルバム『Souldier』をリリース。
この『Souldier』というタイトルは"兵士(soldier)"と"魂(soul)"を合わせた言葉遊びになっている。

## ディスコグラフィー

### アルバム
| 年   | タイトル | チャート最高位 | チャート最高位 | チャート最高位 | チャート最高位 | 認定                                      |
| 年   | タイトル | FRA            | BEL (WA)       | BEL (FL)       | SWI            | 認定                                      |
| ---- | -------- | -------------- | -------------- | -------------- | -------------- | ----------------------------------------- |
| 2015 | Zanaka   | 5              | 4              | 95             | 17             | - SNEP:ダイヤモンド - IFPI Swiss:ゴールド |
| 2018 | Souldure | 1              | 3              | 152            | 2              | - SNEP:プラチナ                           |

### シングル
- Come(2015)
- Hope(2015)
- Makeba(2016)
- Dynabeat(2017)
- Alright(2018）
- Oh man(2018)

## 受賞歴
「List of awards and nominations received by Jain(英語版)」を参照。